# Noor Hassanali
Noor Hassanali, född 13 augusti 1918 i San Fernando, Trinidad och Tobago, död 25 augusti 2006 i Port of Spain, var Trinidad och Tobagos andre president, 19 mars 1987- 19 mars 1997.